# Stenhomalus murzini
Stenhomalus murzini är en skalbaggsart som beskrevs av Alexander Ivanovich Miroshnikov 1989. Stenhomalus murzini ingår i släktet Stenhomalus och familjen långhorningar. Inga underarter finns listade i Catalogue of Life.